# Protocyon
Protocyon es un género de cánido extinto de gran tamaño, compuesto por pocas especies que vivieron en América del Sur durante el Pleistoceno, los análisis sugieren que los restos más antiguos de estos cánidos se remontan hasta hace 1 millón de años, y los más recientes hace 10.000 años.

## Taxonomía
Protocyon fue descrito por Christian Gottfried Giebel en el año 1855.

## Distribución
Sus restos fósiles se limitan a la mitad norte de América del Sur, con especímenes descubiertos en el Pleistoceno medio-tardío y tardío de Ecuador, en el Pleistoceno tardío de Uruguay, y Venezuela, en el Pleistoceno medio-tardío de la Región Pampeana y el norte de la Argentina, Brasil,Bolivia y Perú

## Hábitat y comportamiento
Protocyon habitaban en praderas de América del Sur a finales del Pleistoceno. Los análisis paleocológicos sobre la base del estudio de índices morfométricos y variables cualitativas indican que fue un taxón de hábitos hipercarnívoros, y que perseguían activamente y capturaban mamíferos de mediano a gran porte con una masa de entre 50 y 300 kg. Deben haber depredado principalmente a los numerosos cérvidos, caballos, camélidos, y pecaríes que habitaban en esas regiones de América del Sur durante ese periodo. Tal vez también incluso capturaron a ejemplares jóvenes de especies de mayor tamaño; marcas de mordidas en fósiles sugieren que puedes haber cazado al gliptodonte Glyptotherium.

## Características
Se estimaron pesos para los ejemplares adultos de Protocyon troglodytes en el orden de los 20 a 30 kg, para Protocyon scagliorum en el orden de los 24 kg, y para Protocyon tarijensis en el orden de los 30 a 35 kg. Un molar hallado en Santa Vitória do Palmar en Brasil sugiere un peso de entre 25 a 37 kg para ese ejemplar en particular.: 219 . Los estudios paleocológicos de la fauna del tramo final del Lujanense relacionan la extinción de varios mamíferos con tamaños mayores a los 100 kg y la desaparición de los grandes cánidos hipercarnívoros.

## Relaciones filogenéticas
El análisis filogenético corroboró la inclusión Protocyon en el clado de los cánidos sudamericanos, junto con los géneros: Speothos, Chrysocyon, y Theriodictis; con este último forma un grupo monofilético.

## Especies
Este género está integrado por 3 especies:
- Protocyon troglodytes, la cual incluye también a Protocyon orcesi. Habitó en Brasil y Ecuador.
- Protocyon scagliorum (antes: Protocyon scagliarum). Habitó en la Argentina.
- Protocyon tarijensis. Habitó en el sur de Bolivia. Era una especie que había sido referida a otro género: Theriodictis: Theriodictis tarijensis.